# Флавий Либерал
Флавий Либерал (лат. Flavius Liberalis) — отец Флавии Домициллы Старшей, жены римского императора Веспасиана и дед Тита и Домициана.
Флавий Либерал происходил из среднеиталийского города Ферентиум (ныне Ференто) и принадлежал к всадническому сословию. Он занимал скромную должность писца при квесторе.
Согласно Светонию, Либерал в судебном порядке добился для Флавии Домициллы Старшей римского гражданства: до этого она имела латинское гражданство.